# 郊狼
郊狼（学名：Canis latrans），也叫草原狼、丛林狼、北美小狼，是犬科犬属的一种，与狼是近亲。郊狼产于北美大陆的广大地区，北起阿拉斯加、南到巴拿马。欧洲探险家最初是在美国西南部发现这种动物。郊狼一般单独猎食，偶尔也会组成小型的群体。平均寿命为6-10年。郊狼在其大小、颜色和头部形状都十分类似濒危的红狼。其英文coyote一詞來自中美洲阿茲特克等部族所用的納瓦特爾語單詞coyōtl，后經西班牙語傳入到英語。
尽管受到广泛的捕猎，郊狼是少数在人类迁入后，种群数量扩大的大中型动物之一，这一点与浣熊类似。起初郊狼只分布在北美的西半部，但由于人类活动的影响，它们從19世紀初開始扩大分布范围；现在在加利福尼亚、俄勒冈、新英格兰和加拿大东部都十分常见。

## 特征

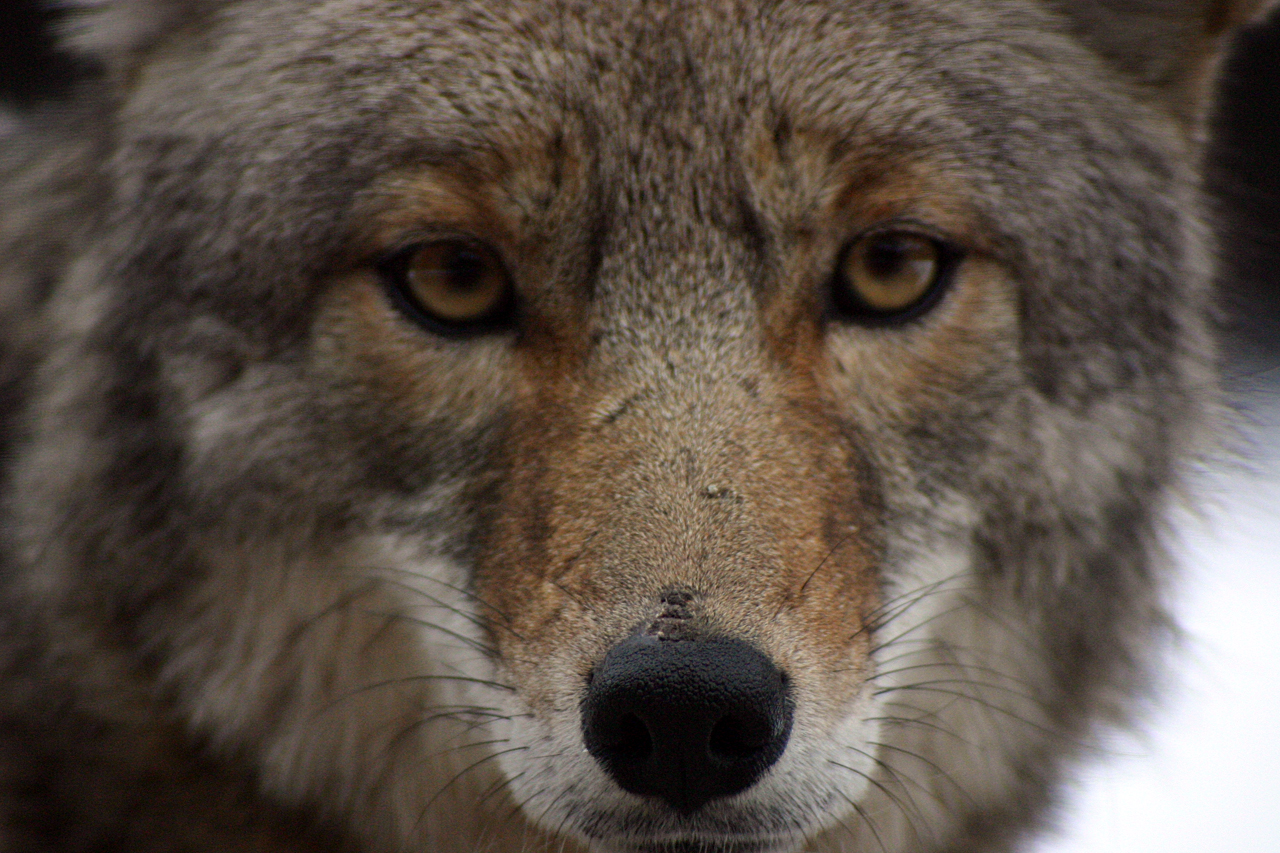
郊狼面部特写

郊狼身高一般小于0.6米，颜色从灰白到黑色都有，有时还略显红色。郊狼的耳朵和鼻子与其头部相比较长。体重为9-30公斤，平均约为14公斤。郊狼的主要特征是厚而多毛的尾部，一般拖在地面上。它的近亲狼的体型则要粗壮许多（一般为34-57公斤）。郊狼的体型偏瘦，有时即便身体健康，也可能显得消瘦。
在追逐獵物時，郊狼的奔跑速度可近每小时70公里。
有学者认为东北郊狼和鳕鱼角郊狼可能是与红狼杂交的品种（Parker 1995），但已有研究显示红狼和东北郊狼都是郊狼与灰狼的杂交后代，尤其是东北郊狼，体内的灰狼基因甚至可达89%。郊狼也可以与狼或狗杂交。

## 行为

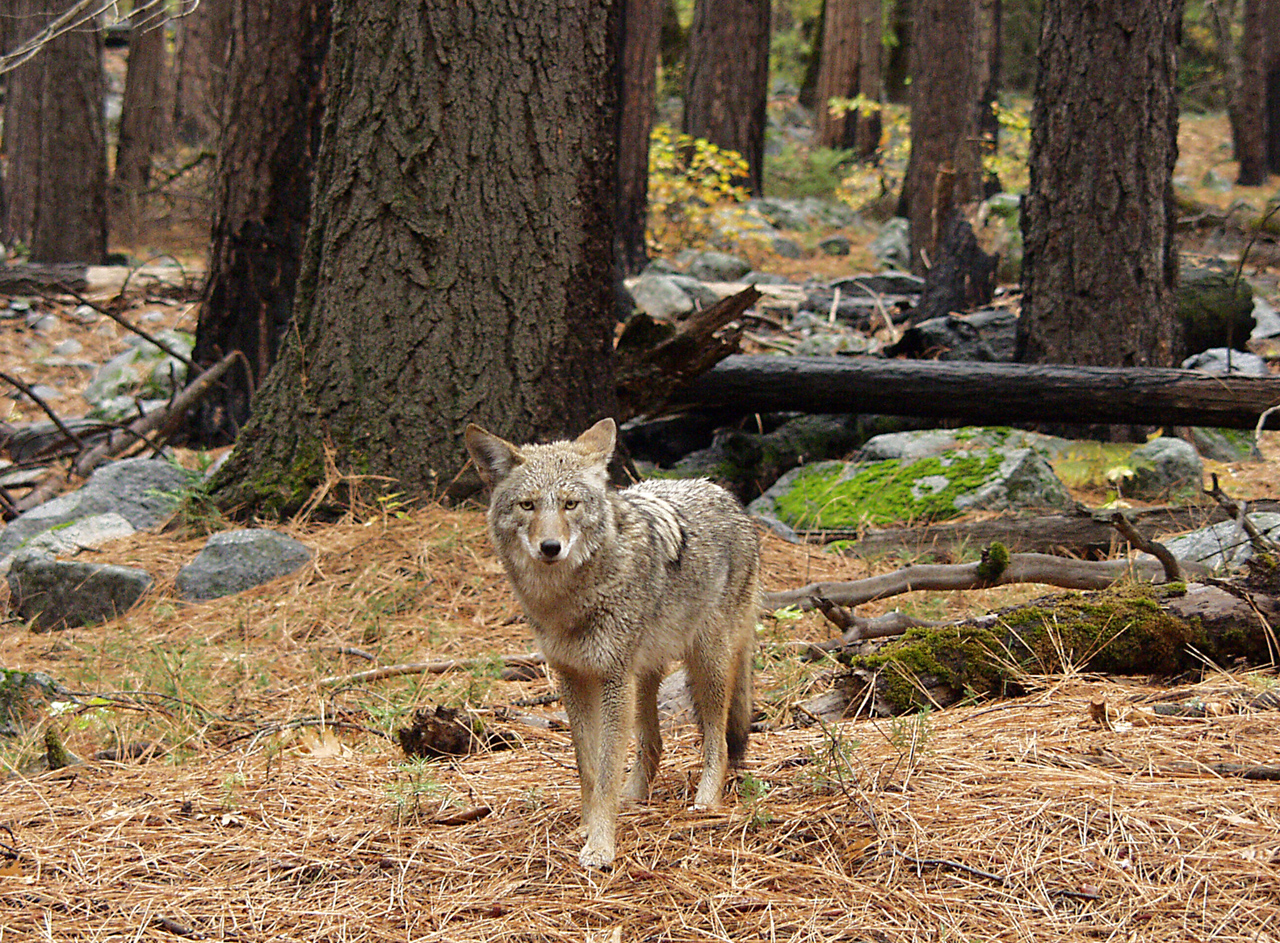
森林中的郊狼

郊狼以前基本是在白天活动，但受到人类活动的压力后，现在主要在夜间出没。

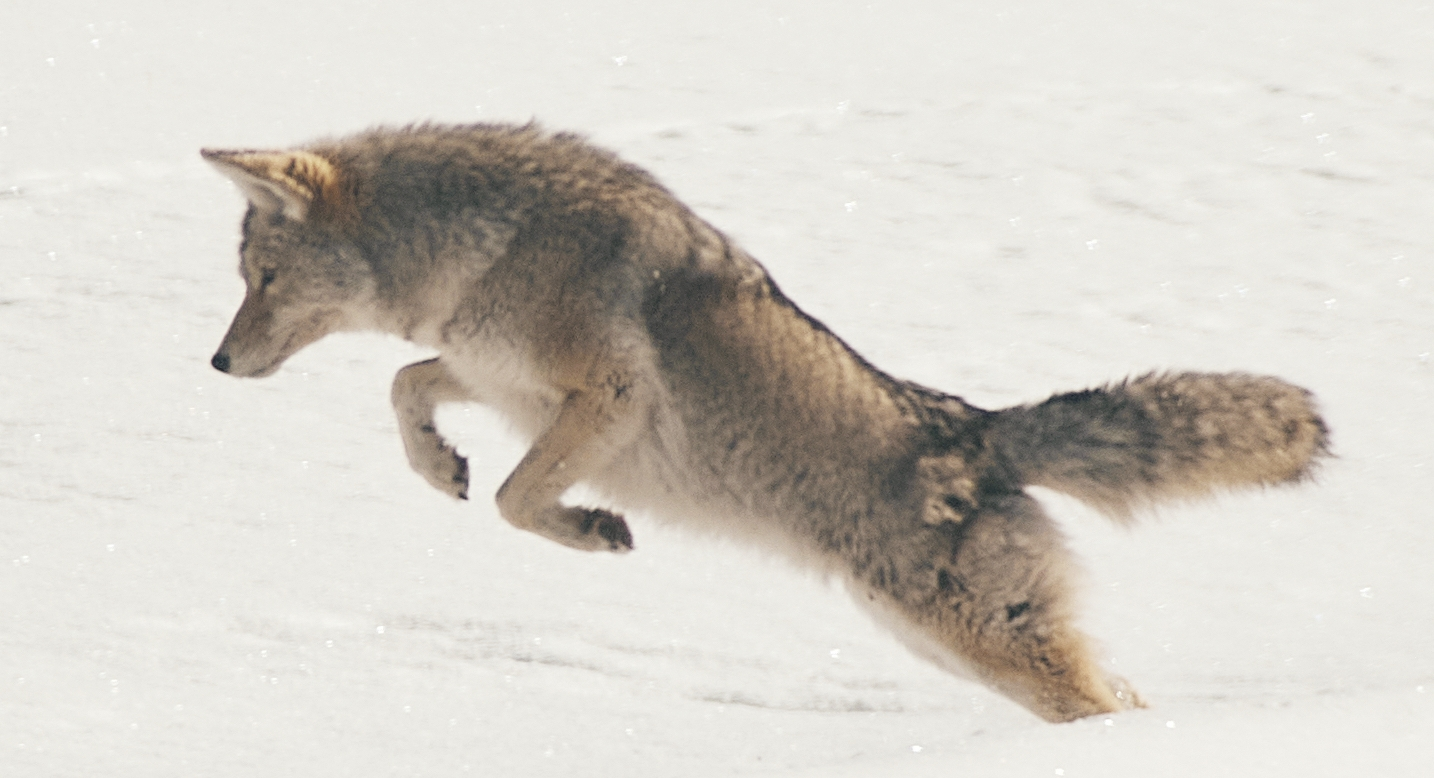
郊狼猛扑小型猎物

郊狼的行为与其生活的环境十分相关，差别非常大。通常郊狼以群体生活，但却单独捕猎，主要以小型哺乳類动物、啮齿类动物、腐肉、昆虫为食，有时也捕杀羊和鱼。在郊狼与鹿共生的环境中，成年郊狼每年常会捕捉一只鹿仔。郊狼的食性比较杂，除了吃肉类外，有时也会吃水果、草、蔬菜等。郊狼的天敌是人類、大型的狼、熊和美洲狮。而郊狼则会袭击比它更小的动物，比如狐狸、貓甚至狗。
根据所处环境的海拔不同，郊狼在一月末或二月初交配。孕期平均63天，一胎产四到六仔，四月末或五月初出生。公郊狼和母郊狼都负责抚养幼仔。三周大的幼仔就能够离开父母的照看，八到十二周时开始学习捕猎。到了秋天，郊狼幼仔便开始出外寻找自己的领地。
郊狼的声音很容易听到，但想要目击一头郊狼却没那么容易。一般在黄昏或夜晚可以听到郊狼的叫声，在春天发情季节和秋天幼仔离开父母这两个时段中最容易听到。

## 与人类的关系
近年来，郊狼在城市近郊捕捉宠物猫狗甚至袭击人类的例子有增加的趋势，甚至在美国加拿大边境有过袭击徒步者而导致死亡的案例，这在过去是非常罕見的。在美國西岸的城市，如洛杉磯，也有目擊到郊狼出沒的報告。不過郊狼一般对人类十分警觉，很容易受到响声的惊吓。
此外，郊狼也是華納兄弟動畫樂一通系列中威利狼的造型設計原型。

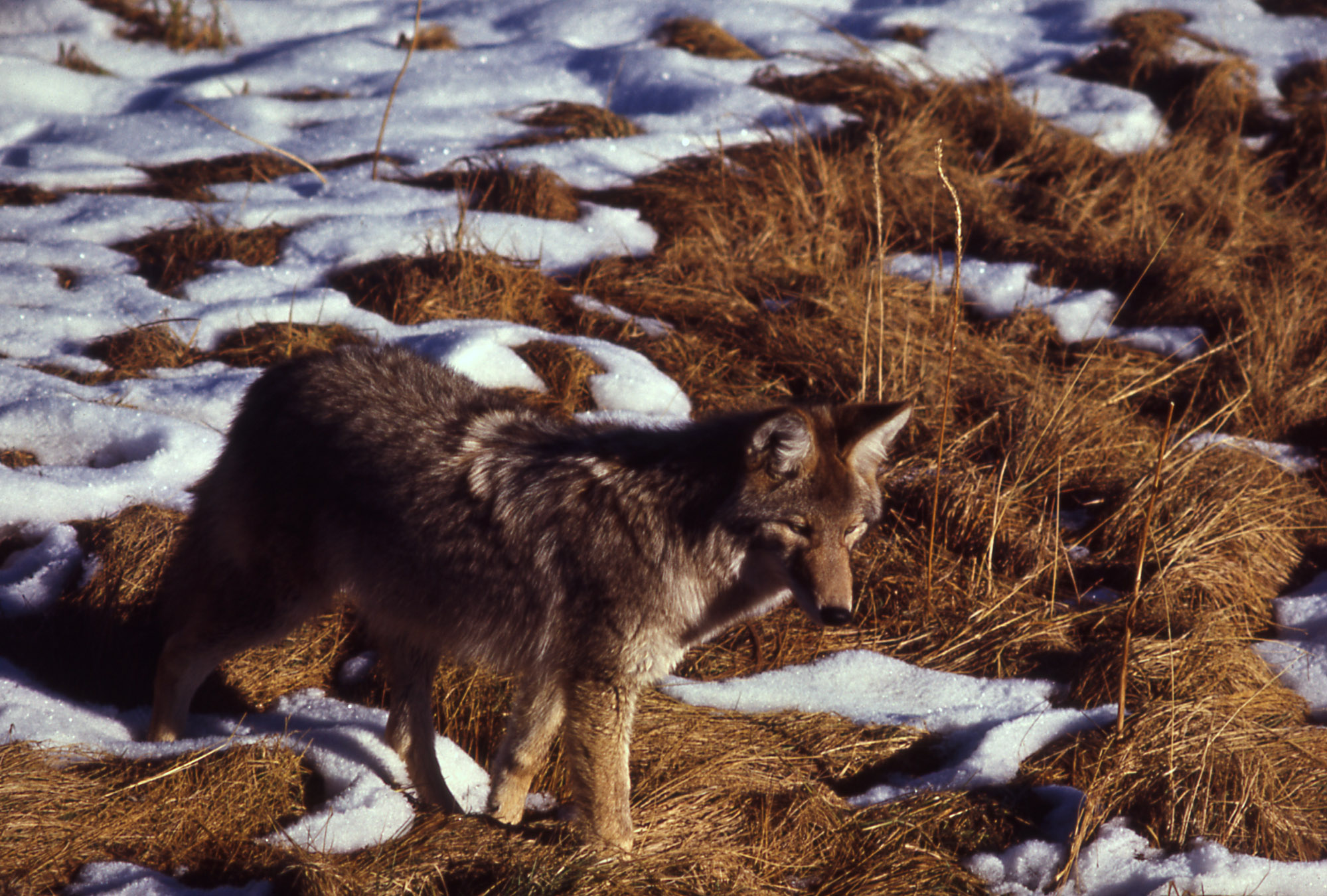
草地和雪地中的郊狼

## 亚种
根据目前的统计，郊狼包括十九个亚种：
- 墨西哥郊狼 Canis latrans cagottis
- 圣佩德罗马堤郊狼 Canis latrans clepticus
- 萨尔瓦多郊狼 Canis latrans dickeyi
- 东南郊狼 Canis latrans frustor
- 贝利兹郊狼 Canis latrans goldmani
- 洪都拉斯郊狼 Canis latrans hondurensis
- 杜兰戈郊狼 Canis latrans impavidus
- 北方郊狼 Canis latrans incolatus
- 蒂布隆岛郊狼 Canis latrans jamesi
- 平原郊狼 Canis latrans latrans
- 山地郊狼 Canis latrans lestes
- 明恩斯郊狼 Canis latrans mearnsi
- 下格兰德郊狼 Canis latrans microdon
- 加州峡谷郊狼 Canis latrans ochropus
- 半岛郊狼 Canis latrans peninsulae
- 德州平原郊狼Canis latrans texensis
- 东北郊狼 Canis latrans thamnos
- 西北海岸郊狼 Canis latrans umpquensis
- 科利马郊狼 Canis latrans vigilis